# العلاقات بين الدولة العثمانية والولايات المتحدة
بعد عام 1780، بدأت الولايات المتحدة علاقات مع دول شمال أفريقيا ومع الدولة العثمانية.

## تاريخ العلاقات
في 4 مايو 1802، عين رئيس الولايات المتحدة توماس جفرسون قنصلًا للعمل في سميرنا (إزمير الآن)، وهو رجل من بنسيلفانيا يدعى ويليام ستيوارت. كتب سيد تنفير الواسطي في كتابه أحمد رستم بك ونهاية عصر
في أوائل القرن التاسع عشر، خاضت الولايات المتحدة حروب البربر ضد الدول البربرية، التي كانت تحت سيطرة العثمانيين.
في عام 1831، أرسلت الولايات المتحدة أول مبعوث معتمد رسميًا إلى الدولة العثمانية، دايفيد بوتر. كان لدى الدولة والولايات المتحدة في تلك المرحلة ممثلوهم على مستوى «المبعوث فوق العادة والوزير المفوض». كتب سنان كونيرالب، مؤلف كتاب «الموظفين الدبلوماسيين والقنصليين العثمانيين في الولايات المتحدة الأمريكية، 1867-1917»، أن الدولة تفتقر في البداية إلى «أي مبرر معقول» لفتح بعثة على مستوى الولاية بسبب المسافة النسبية بين البلدين. وكتب الواسطي أنه «لم يكن هناك اندفاع حقيقي من الجانب العثماني لإرسال مبعوثين دبلوماسيين إلى واشنطن العاصمة».
كانت أول زيارة رسمية للحكومة العثمانية إلى الولايات المتحدة، والتي استمرت لمدة ستة أشهر في عام 1850، هي زيارة أمين بك، الذي قام بجولة في أحواض بناء السفن هناك. قام اثنان من المسؤولين العثمانيين، أحدهما إدوارد بلاك بك، الذي استشعر صعود الولايات المتحدة، بالدفاع عن فشل تثبيت بعثة في الولايات المتحدة خلال أوائل خمسينيات القرن التاسع عشر. افتتحت القنصلية الفخرية العثمانية الأولى في الولايات المتحدة في مايو 1858.
في عام 1866، رفض وزير الخارجية العثماني محمد أمين عالي باشا بدء تفويض إلى الولايات المتحدة في ذلك العام، بعد مراجعة اقتراح قدمه سفير الدولة العثمانية في فرنسا صافيت باشا. ومع ذلك، غيرت الوزارة رأيها بعد أن أدرك القادة هناك أن تقارير التمرد الكريتي (1866–1869) من القنصل الأمريكي دبليو جيه ستيلمان والتقارير الأمريكية الأخرى مضللة وقرروا أنهم بحاجة إلى تقديم وجهة نظر مضادة. أرسلت الدولة أول مبعوث دائم لها إلى الولايات المتحدة في عام 1867، مما أدى إلى إنشاء المفوضية العثمانية في واشنطن العاصمة. ومنذ أن بدأت الدولة نفسها في إنشاء بعثاتها الدبلوماسية في ثلاثينيات القرن التاسع عشر، وبسبب الفجوة التي استمرت ثلاثة عقود تقريبًا بين الهيئات المعنية التي تم إنشاؤها، فقد كتب كونيرالب أن العثمانيين أنشأوا مهمتهم الأمريكية «في وقت متأخر نسبيًا».
كان بليك المبعوث الأول لواشنطن. كتب كونيرالب أن هذا المنصب في واشنطن لم يكن مهمًا للحكومة العثمانية، ولهذا السبب رفض بعض المسؤولين المنصب، ورفضه أولئك الذين اعتبروه واعدًا. لقد استشهد بحالتي الوزيران آنذاك إلى فلورنسا رستم بك وعثمان نظمي باشا، اللذين رفضاه في عام 1867 و1912 على التوالي. ترأس تسعة مبعوثين المفوضية التي بدأت في عام 1877 وقبل وضع السفارة الكامل، كان هناك ما مجموعه 13 مبعوثًا / سفيرًا في المنصب.
في عام 1904، أوصى مصطفى شكيب بك العثمانيين بتعيين Levantine Armand Guys كأول ملحق تجاري، بحجة زيادة العلاقات التجارية.
في عام 1906، رفعت الولايات المتحدة تمثيلها في القسطنطينية إلى مستوى السفارة.
تضمن أهم جانب من الدبلوماسية الأمريكية في أواخر القرن التاسع عشر، حتى عام 1914، حماية المئات من المبشرين البروتستانت الأمريكيين إلى الدولة العثمانية.

### القضايا الأرمينية
لقد كره عبد الحميد الثاني عندما طلب الأميركيون مساعدة الأرمن. ونتيجة لذلك، أنهى أوراق اعتماد مصطفى شكيب بك، المبعوث إلى الولايات المتحدة، واختار عدم ترقية البعثة إلى وضع السفارة. وبالتالي لم يتمكن مصطفى شكيب من تقديم أوراق اعتماده إلى الرئيس. كان مصطفى شكيب ينام في وضح النهار، لذلك تعامل موظفيه مع المسؤولين الأمريكيين. وذكر كونيرالب أنه «تم تسهيل الأمور».

### تمرد الموروس في الفلبين
في عام 1899، سأل جون هاي، وزير الخارجية الأمريكي السفير اليهودي الأمريكي في الدولة العثمانية، أوسكار ستراوس أن يطلب من السلطان عبد الحميد الثاني كتابة رسالة إلى مسلمي المورو في سلطنة سولك في الفلبين تخبرهم أن يستسلموا إلى السيادة الأمريكية والحكم العسكري الأمريكي (انظر الحرب الفليبينية الأمريكية). لقد ألزم السلطان وكتب الرسالة التي أُرسلت إلى سولو عبر مكة وسلمها اثنان من رؤساء سولو إلى سولو وكانت ناجحة منذ أن رفض «السولو المحمديون... الانضمام إلى المتمردين، ووضعوا أنفسهم تحت سيطرة جيشنا، وبالتالي الاعتراف بالسيادة الأمريكية».
استخدم عبد الحميد منصبه كخليفة ليأمر سلطان سولو بعدم المقاومة وعدم محاربة الأمريكيين الغزاة. لم يذكر الرئيس ماكينلي الدور العثماني في تهدئة المورو في سولو في خطابه أمام الجلسة الأولى للكونغرس السادس والخمسين في ديسمبر 1899 حيث لم يتم عرض الاتفاقية مع سلطان سولو على مجلس الشيوخ حتى 18 ديسمبر. ومع أن أيديولوجية سولو «إسلامية»، فقد وافق عبد الحميد بسهولة على طلب ستراوس لتجنب الأعمال العدائية بين الغرب والمسلمين. وقد أقنع السلطان العثماني سلطان سولو.

كتب جون ب. فينلي ذلك، 
«بعد النظر في هذه الحقائق على النحو الواجب، فقد تسبب السلطان، كخليفة، في إرسال رسالة إلى المحمديين في جزر الفلبين تمنعهم من الدخول في أي أعمال قتالية ضد الأمريكيين، حيث لا يسمح بالتدخل في دينهم تحت الحكم الأمريكي. وبما أن المورو لم يطلبوا أكثر من ذلك، فليس من المستغرب أنهم رفضوا كل العروض التي قدمها وكلاء أجوينالدو في وقت العصيان الفلبيني. بعث الرئيس ماكينلي رسالة شكر شخصية إلى السيد ستراوس على العمل الممتاز الذي قام به، وقال إن إنجازه أنقذ الولايات المتحدة مما لا يقل عن عشرين ألف جندي في الميدان. إذا توقف القارئ عن التفكير في ما يعنيه هذا لدى الرجال وأيضًا الملايين من المال، فسيقدر هذه القطعة الدبلوماسية الرائعة في تجنب الحرب المقدسة.» 
 أطاع الشعب المسلم الأمر.
في عام 1904، اندلع تمرد شعب مورو بين الأمريكيين ومسلمي مورو. ارتكبت الولايات المتحدة فظائع ضد نساء وأطفال مورو المسلمين، مثل مذبحة مورو كريتر.

### ثورة تركيا الفتاة
أطاحت ثورة تركيا الفتاة عبد الحميد الثاني من السلطة عام 1908، واستبدله مسؤولون أكثر تفضيلًا للولايات المتحدة. تم تعيين المفوضية العثمانية في واشنطن كسفارة في عام 1909، وحصلت على المرتبة الثانية. قامت الدولة العثمانية في ذلك الوقت بتصنيف سفاراتها حسب الأهمية.
خلال رئاسة وليام هوارد تافت، كانت الإستراتيجية الأمريكية هي المشاركة في المعاملات التجارية بدلًا من المواجهات العسكرية، وهي سياسة تعرف باسم دبلوماسية الدولار. لقد فشلت فيما يتعلق بالدولة العثمانية بسبب معارضة السفير الأمريكي أوسكار ستراوس والتذبذب التركي تحت ضغط القوى الأوروبية الراسخة التي لم ترغب في رؤية المنافسة الأمريكية. ظلت التجارة الأمريكية عاملاً ثانويًا.

### الحرب العالمية الأولىوالإبادة الجماعية الأرمنية
كان هنري مورغنثاو الأب سفير الولايات المتحدة للدولة العثمانية خلال الحرب العالمية الأولى حتى عام 1916. انتقد مورغنثاو الباشاوات الثلاثة على الإبادة الجماعية للأرمن وسعى للحصول على مساعدة للأرمن. ساعد جيسي بي. جاكسون، القنصل في حلب، ساعد الأرمن أيضًا. حل أبرام إسحاق الكوس، بديل مورغنثاو، في المنصب من العام 1916 حتى العام 1917.
قطع العثمانيون العلاقات الدبلوماسية مع الولايات المتحدة في 20 أبريل 1917، بعد أن أعلنت الولايات المتحدة الحرب ضد ألمانيا في 4 أبريل 1917. لم تعلن الولايات المتحدة أبدًا الحرب على الدولة العثمانية. أعيد تأسيس العلاقات الدبلوماسية الطبيعية مع الدولة الخلف للدولة العثمانية، تركيا، في عام 1927.

## البعثات الدبلوماسية
شملت البعثات الدبلوماسية الأمريكية في الدولة ما يلي:
- القسطنطينية (إسطنبول) - مفوضية / سفارة
  - كانت تقع في بيرا، المعروفة الآن باسم بك أوغلي[25]
- حلب[26]
  - القنصل: جيسي بي. جاكسون
- بيروت[26]
- بروسا (بورصة)[26]
- هاربوت / خاربيرت (الآن في معمورة العزيز)
  - بدءً من 1 يناير 1901 مع القنصل الدكتور توماس نورتون؛[27] لم يكن لديه خبرة سابقة في العلاقات الدولية، حيث أن الولايات المتحدة كانت قد أنشأت مؤخراً شبكتها الدبلوماسية.[28] تأسست القنصلية لمساعدة المبشرين. منحته وزارة الأمن الداخلي العثماني تصريح سفر من نوع teskireh، ولكن وزارة الشؤون الخارجية العثمانية رفضا في البداية الاعتراف القنصلية.[27] كان المبنى مكونا من ثلاث طوابق وسور وحديقة بأشجار توت. أصبح ليزلي أ. ديفيس قنصلًا لهاربوت في عام 1914؛ لقد صرح ديفيس أن هذه المهمة كانت «واحدة من أكثر أبعد البعثات في العالم والتي يتعذر الوصول إليها».[29] لاحظ ديفيس الإبادة الجماعية للأرمن.[30] أخفى ديفيس حوالي 80 أرمنيًا في أراضي القنصلية. انتهت ولايته بانتهاء الحكم العثماني الأمريكي. العلاقات عام 1917.[29]
- القدس[26]
- مرسينا (مرسين)[26]
- سامسون[26]
- سميرنا (إزمير الآن)[26]

شملت البعثات الدبلوماسية العثمانية إلى الولايات المتحدة:
- واشنطن العاصمة (سفارة) - مصنفة على أنها «سفارة من الدرجة الثانية».[22]
- مدينة نيويورك (القنصلية العامة)
  - تأسست بعد ثمانينيات القرن التاسع عشر لمراقبة النشاط المعادي للعثمانيين. مدينة نيويورك، التي كانت تخدمها في السابق قنصلية فخرية، تلقت زيادة في الهجرة من الدولة. كان المبعوث العثماني إسكندر مابروغنيس باشا قد دعا إلى قنصلية عامة كاملة بعد ذلك، على أساس أن نيويورك لها أهمية دبلوماسية للدولة أكثر من واشنطن العاصمة، فقد طلب من الحكومة العثمانية نائب قنصل في نيويورك. بدأ القناصل في نيويورك يتشاجرون على السلطة مع قناصل واشنطن.[31] كتب كونيرالب أن الصراع بين القنصل العام في مدينة نيويورك رفعت بك ومبعوثه الخاص في واشنطن، يوسف ضياء باشا، «اتخذ أبعادًا ملحمية تقريبًا».[32]
- بوسطن (القنصلية العامة)
  - تأسست عام 1910 حتى يتمكن العثمانيون من مراقبة الأرمن في الولايات المتحدة[32]

القنصليات العثمانية الفخرية في الولايات المتحدة:
- بالتيمور
  - خدم ويليام جرانج قنصلًا فخريًا اختاره بلاك.[31]
- بوسطن (تم استبدالها لاحقًا بقنصلية عامة)
  - جوزيف يازجي، مواطن عثماني، كان قنصلًا فخريًا.[31]
- شيكاغو[31]
- نيو أورليانز
  - كان JO نيكسون قنصلًا فخريًا الذي اختاره بلاط.
- مدينة نيويورك[31] (تم استبدالها لاحقًا بقنصلية عامة)
- فيلادلفيا[31]
- سان فرانسيسكو[31]
- واشنطن العاصمة / بالتيمور (تم استبدالها لاحقًا بمفوضية / سفارة)
  - أصبح جورج بورتر القنصل الفخري لواشنطن العاصمة وبالتيمور في مايو 1858.[31]

### الوزراء والسفراء العثمانيون لدى الولايات المتحدة
- إدوارد بلاك بك - 1867-[7]
- غريغوري أرسارشيس بك[7]
- حسين توفيق باشا[7]
- إسكندر مابروغنيس باشا[12]
- مصطفى تحسين بك - مات من مرض السل بعد وقت قصير من بدء منصبه[12]
- علي فروح بك[12]
- مصطفى شكيب بك[12]
- محمد علي العابد الملقب محمد علي بك[12]
- حسين كاظم بك -  عُيَّن أول سفير[12]
- يوسف ضياء باشا[12]
- أحمد رستم بك الملقب ألفريد دي بيلينسكي - السفير العثماني الأخير للولايات المتحدة[12]

اختارت الحكومة العثمانية مواصلة المهمة مع القائم بالأعمال، حسين بك، بعد بدء الحرب العالمية الأولى، وانتهى هذا التعيين بقطع العلاقات الدبلوماسية في عام 1917.
ذكر كونيرالب أن هؤلاء المسؤولين كانوا «شخصيات مثيرة للاهتمام» ولكن لم يكن «ولنغتون كو» بينهم و«لم يتألقوا في حياتهم المهنية الدبلوماسية»، لأن الحكومة العثمانية لم تعتبر هذا المنصب مهمًا. وذكر أيضًا أن مدام بك، زوجة السكرتير الأول سيتك بك، بسبب مشاركتها في الحياة الاجتماعية الأمريكية، كانت في الواقع أشهر شخص في المجتمع الدبلوماسي العثماني داخل الولايات المتحدة.

### السفراء الأمريكيون للدولة العثمانية
قائم بالأعمال:
- جورج دبليو إرفينج (قبل 1831)
- دايفيد بوتر (13 سبتمبر 1831 - 23 مايو 1840)

الوزير المقيم:
- دايفيد بوتر (23 مايو 1840 - 3 مارس 1843)
- دابني سميث كار (29 فبراير 1844 - 20 أكتوبر 1849)
- جورج بيركنز مارش (11 مارس 1850 - 19 ديسمبر 1853)
- كارول سبنس (9 فبراير 1854 - 12 ديسمبر 1857)
- جيمس ويليامز (27 مايو 1858 - 25 مايو 1861)
- إدوارد جوي موريس (22 أكتوبر 1861 - 25 أكتوبر 1870)
- واين ماكفيج (25 أكتوبر 1870 - 10 يونيو 1871)
- جورج هـ. بوكير (25 مارس 1872 - 1 مايو 1875)
- هوراس ماينارد (12 يونيو 1875 - 15 يوليو 1880)
- جيمس لونغستريت (14 ديسمبر 1880 - 29 أبريل 1881)
- لويس والاس (6 سبتمبر 1881 - 4 سبتمبر 1882)

المبعوث فوق العادة والوزير المفوض:
- لويس والاس (4 سبتمبر 1882 - 15 مايو 1885)
- صموئيل إس. كوكس (25 أغسطس 1885 - 14 سبتمبر 1886)
- أوسكار س. ستراوس (1 يوليو 1887 - 16 يونيو 1889)
- سولومون هيرش (28 ديسمبر 1889 - 16 يونيو 1892) [34]
- ديفيد ب.تومسون (11 يناير 1893 - 1 مايو 1893)
- ألكسندر دبليو تيريل (7 يوليو 1893 - 15 يونيو 1897)
- جيمس بوريل أنجيل (3 سبتمبر 1897 - 13 أغسطس 1898)
- أوسكار س. ستراوس (15 أكتوبر 1898 - 20 ديسمبر 1899)
- John GA Leishman (29 مارس 1901 - 5 أكتوبر 1906)

السفير فوق العادة والمفوض:
- John GA Leishman (5 أكتوبر 1906 - 10 يونيو 1909)
- أوسكار س. ستراوس (4 أكتوبر 1909 - 3 سبتمبر 1910)
- وليم وودفيل روكهيل (28 أغسطس 1911 - 20 نوفمبر 1913)
- هنري مورغنثاو الأب (11 ديسمبر 1913 - 1 فبراير 1916)
- أبرام إلكوس (2 أكتوبر 1916 - 20 أبريل 1917)